# Avenida Balboa
La avenida Balboa es la vía más moderna y ancha de la Ciudad de Panamá. Cuenta con seis carriles viales, una isleta central y dos malecones. Tiene aproximadamente 3,5 km de largo y se ubica a orillas del océano Pacífico, por lo que es uno de los mayores puntos de interés para el desarrollo inmobiliario de la ciudad.
Junto a la avenida se ubica uno de los principales centros financieros de la ciudad. La vía está comunicada con el Corredor Sur a través del puente de las Esclavas, y a la vía Israel por el puente de Paitilla.  Su tráfico está calculado en 75 000 vehículos diarios.
Los lotes adyacentes a la avenida comercializan a razón de $ 3 000 y $ 4 000 por metro cuadrado, convirtiéndola en la vía más cara de Panamá. Fue totalmente remodelada y ampliada a fines de 2009 con la inauguración de la Cinta Costera, convirtiéndose en un atractivo turístico e importante punto de encuentro de la Ciudad de Panamá.
A partir de 2014, el proyecto cinta costera #3, empezó a conectar avenida Balboa con la avenida de los Poetas, incluyendo un rompeolas turístico y un viaducto marino y también la remodelación del estadio Maracana en el Chorrillo.

## Imágenes

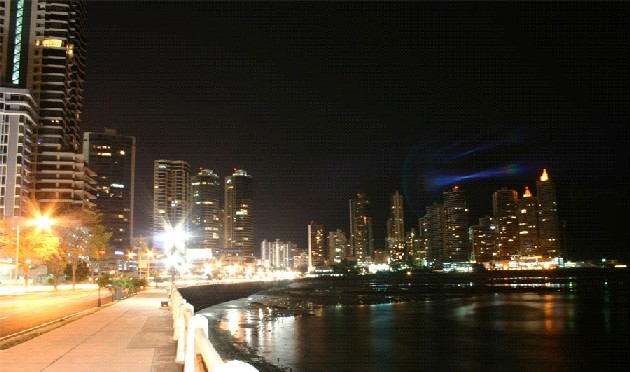
Antiguo malecón en la avenida Balboa.
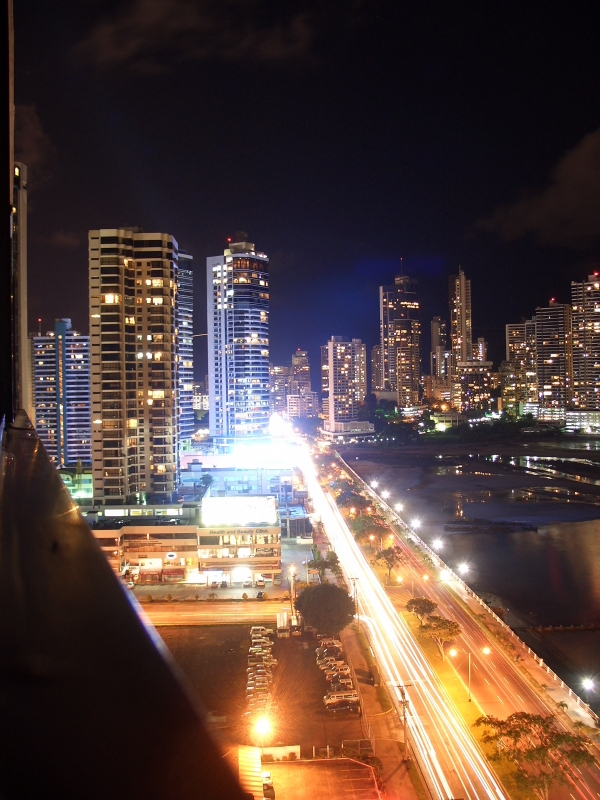
Antigua vista de la avenida Balboa de noche.

### Calles y avenidas
- Avenida Central
- Calle 50
- Cinta Costera
- Corredor Norte
- Corredor Sur
- Vía Ricardo J. Alfaro

### Localidades
- Bella Vista
- Panamá

### Edificios
- Rascacielos de la ciudad de Panamá